# Borsod-Abaúj-Zemplén vármegyei múzeumok listája

Borsod-Abaúj-Zemplén vármegye

Ez a Borsod-Abaúj-Zemplén vármegyei múzeumok listája.

## Miskolci múzeumok
Belváros
- Herman Ottó Múzeum
  - Pannon-tenger Múzeum

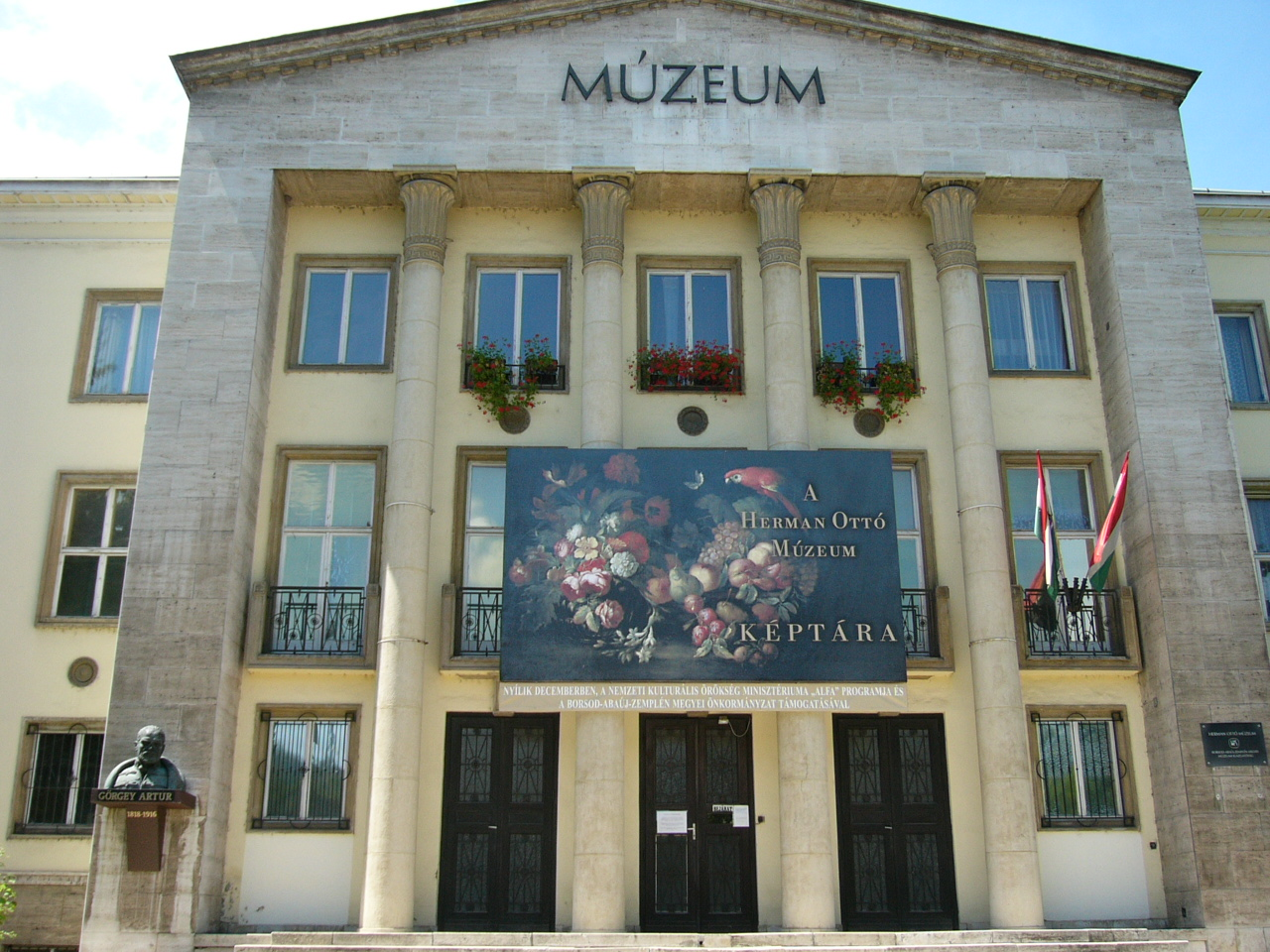
A Herman Ottó Múzeum központi épülete

  - A Herman Ottó Múzeum Papszeri kiállítóhelye
- Magyar Ortodox Egyházi Múzeum
- Miskolci Galéria
  - Miskolci Galéria – Feledy-ház
  - Miskolci Galéria – Petró-ház
- Miskolci Zsidó Múzeum és Látogatóközpont
- Postakürt Galéria
  - Teletár (Avas)
- Színháztörténeti és Színészmúzeum

Diósgyőr
- Déryné-ház
- Diósgyőri Vármúzeum
- Papírgyári Múzeum

Hámor, Újmassa
- Herman Ottó Emlékház (Lillafüred)
- Országos Műszaki Múzeum Központi Kohászati Múzeuma (Hámor)
- Országos Műszaki Múzeum Massa Múzeuma (Újmassa)
  - Újmassai őskohó

Egyetemváros
- Miskolci Egyetemtörténeti Gyűjtemények
  - Selmeci Műemlékkönyvtár

## Mezőkövesdi múzeumok
- Kis Jankó Bori Emlékház
- Matyó Múzeum
- Mezőgazdasági Gépmúzeum
- Városi Galéria

## Sátoraljaújhelyi múzeumok
- Kazinczy Ferenc Múzeum
- Zempléni Levéltár

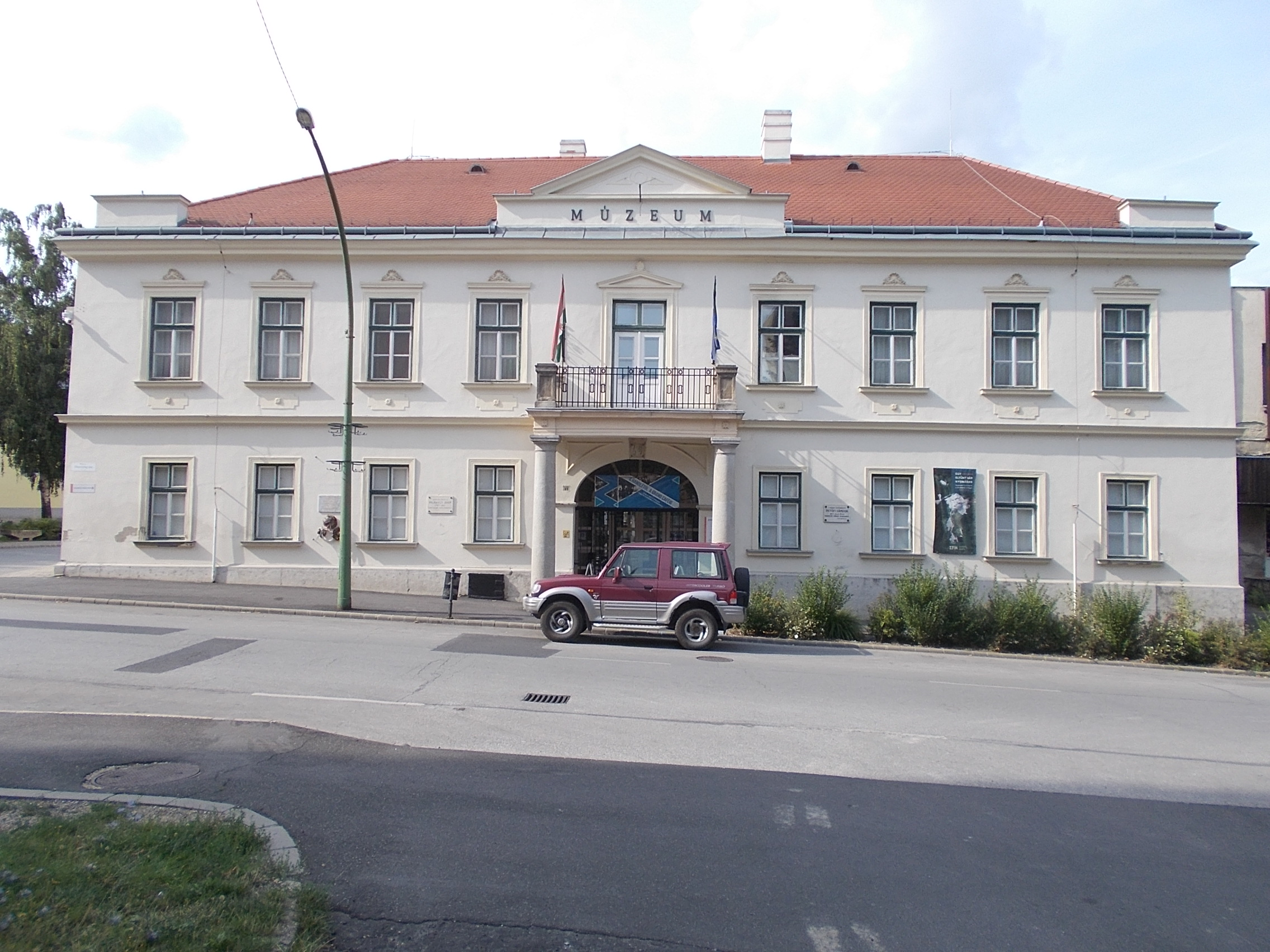
A Kazinczy Ferenc Múzeum

- Börtön és Büntetés-végrehajtási Múzeum
- Kazinczy Emlékcsarnok és sírkert, Sátoraljaújhely-Széphalom
- A Magyar Nyelv Múzeuma, Sátoraljaújhely-Széphalom

## Sárospataki múzeumok
- Magyar Nemzeti Múzeum Rákóczi Múzeuma
- Római Katolikus Egyházi Gyűjtemény
- Sárospataki Képtár
- Sárospataki Református Kollégium Tudományos Gyűjteményeinek Múzeuma
- Szinyei-ház

## Egyéb múzeumok

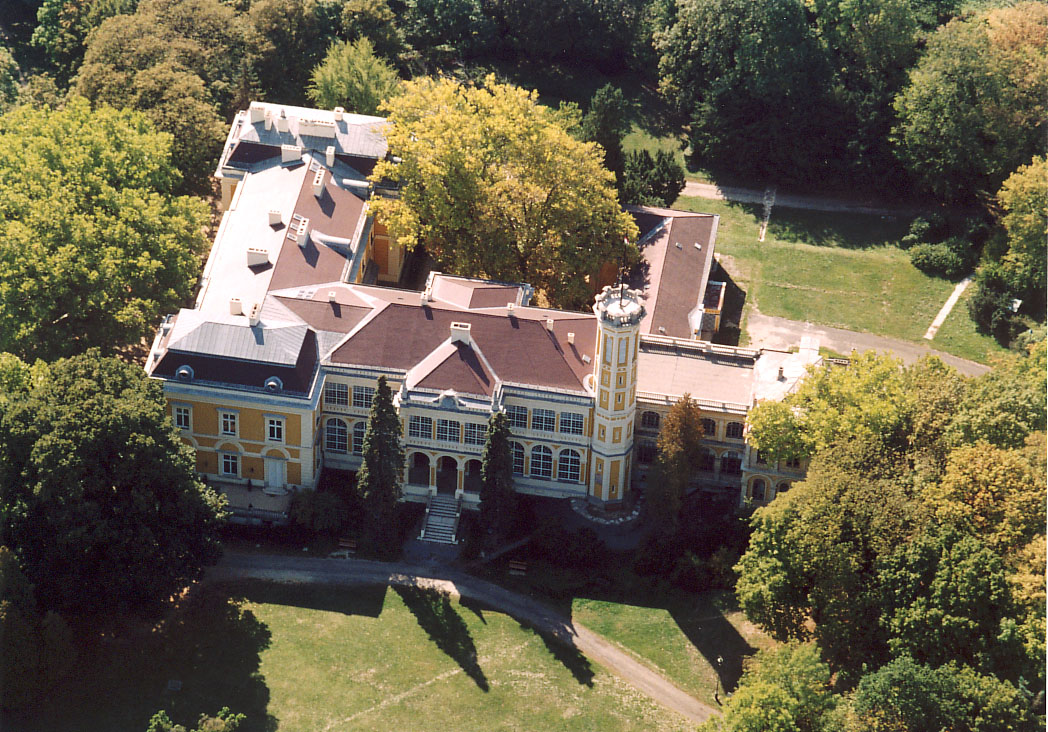
Károlyi-kastély, Füzérradvány

- Ároktő – Természetvédelmi és Kultúrtörténeti Kiállítás
- Bodrogkeresztúr – Magyar Motorok Múzeuma
- Bükkszentkereszt – Bükki Üveghuták Ipartörténeti Múzeuma
- Cserépfalu – Cserépfalvi Imre Emlékszoba
- Cserépfalu – Gazdaház
- Cserépfalu – Subalyuk-múzeum
- Cserépváralja – Barlanglakás-tájház
- Fáj – Fáy-kastély
- Forró – Abaúji Múzeum
- Füzérradvány – Károlyi-kastély
- Golop - Ősi Magyar CímerTár
- Gömörszőlős – Néprajzi Gyűjtemény és Kisgaléria
- Gönc – Károli Gáspár Múzeum és Bibliakiállítás
- Hollóháza – Porcelánmúzeum
- Kazincbarcika – Vasúttörténeti Kiállítás
- Kelemér – Tompa Mihály Emlékház
- Kisrozvágy - Honfoglalás kori Régészeti Park
- Monok – Kossuth Lajos Emlékmúzeum
- Ózd – Ózdi Városi Múzeum
- Pácin – Bodrogközi Kastélymúzeum
- Prügy – Móricz Zsigmond Emlékház
- Putnok – Gömöri Múzeum
- Putnok – Holló László Galéria
- Rudabánya – Bányászattörténeti Múzeum
- Szendrő – Közművelődési Központ és Könyvtár – Oktatástörténeti Gyűjtemény
- Szerencs – Cukormúzeum
- Szerencs – Zempléni Múzeum
- Tállya – Encsy György Regionális Ásvány- és Kövületgyűjteménye
- Telkibánya – Telkibányai Helytörténeti Múzeum
- Tiszakeszi – Iskola- és Községtörténeti Gyűjtemény
- Tokaj – Tokaji Múzeum
- Tolcsva – Borgazdasági Múzeum

## Tájházak és helytörténeti gyűjtemények
- Abaújszántó – Rákóczi-ház – Helytörténeti gyűjtemény
- Arló – Tájház és könyvtár
- Boldogkőváralja – Tájház – Tájtörténeti Kiállítás
- Cserépfalu – Oszlai Tájház
- Csobád – Tájház
- Edelény – Borsodi Tájház
- Felsővadász – Helytörténeti Kiállítás
- Füzér – Füzéri Tájház
- Gönc – Huszita Tájház
- Háromhuta – Szlovák Tájház
- Jósvafő – Tájház
- Komlóska – Ruszin tájház
- Kupa – Mezőgazdasági Tájmúzeum
- Legyesbénye – Helytörténeti Múzeum
- Mezőcsát – Dél-Borsodi Tájház
- Ónod – Tájház
- Rátka – Német Nemzetiségi Tájház
- Répáshuta – Tájház
- Sajóhídvég – Falumúzeum
- Sály – Tájház
- Szentistván – Tájház
- Taktaharkány – Tájház
- Tard – Tájház
- Tardona – Tájház
- Tiszalúc – Tájház
- Tiszaújváros – Derkovits Gyula Művelődési Központ és Városi Könyvtár - Helytörténeti Gyűjtemény
- Tiszaújváros – Helytörténeti Gyűjtemény - Városi Kiállítóterem
- Vágáshuta – Szlovák Tájház